# Carrizal (Aguada)
Carrizal es un barrio ubicado en el municipio de Aguada en el estado libre asociado de Puerto Rico. En el Censo de 2010 tenía una población de 970 habitantes y una densidad poblacional de 258,82 personas por km².

## Geografía
Carrizal se encuentra ubicado en las coordenadas 18°23′51″N 67°10′44″O / 18.39750, -67.17889. Según la Oficina del Censo de los Estados Unidos, Carrizal tiene una superficie total de 3.75 km², de la cual 2.91 km² corresponden a tierra firme y (22.32%) 0.84 km² es agua.

## Demografía
Según el censo de 2010, había 970 personas residiendo en Carrizal. La densidad de población era de 258,82 hab./km². De los 970 habitantes, Carrizal estaba compuesto por el 77.22% blancos, el 13.71% eran afroamericanos, el 0.52% eran amerindios, el 0.1% eran asiáticos, el 4.33% eran de otras razas y el 4.12% pertenecían a dos o más razas. Del total de la población el 97.73% eran hispanos o latinos de cualquier raza.